# El bueno, el malo y Huckleberry Hound
El bueno, el malo y huckleberry hound (The Good, the Bad, and Huckleberry Hound en idioma inglés) es una película producida para la televisión y elaborada como parte del espectáculo «Hanna-Barbera Superstars 10 series». Fue presentada originalmente por la sindicación de la red el 6 de abril de 1988 con Huckleberry Hound y otros personajes de Hanna-Barbera como Tiro Loco McGraw, el Oso Yogui, Bubu, el León Melquíades, Pepe Pótamo y Maguila Gorila. Es una parodia de varias películas del oeste, el título empieza evocando El bueno, el malo y el feo y un punto de trama principal se presenta como en Solo ante el peligro. Varios otros puntos de la trama evocan algunas otras películas del oeste, como High Plains Drifter.

## Argumento
Es la época de la fiebre del oro en el Salvaje Oeste, un misterioso desconocido (Huckleberry Hound) llega a una ciudad del desierto que transportaba una enorme pepita de oro.Huckleberry Hound es asaltado por la banda de los hermanos Dalton. Para evitar los robos más, la ciudad pide Huckleberry Hound aceptar el cargo de sheriff y va tras ellos.

## Voces
- Daws Butler - Huckleberry Hound, Oso Yogui, Tiro Loco McGraw, Pepe Trueno, Melquiades, Lobo Hokey, Pepe Potamo
- Allan Melvin - Maguila Gorila, Dinky Dalton
- Charlie Adler - Reportero, Cerdo, Pinky Dalton
- Pat Buttram - Ojo Rojo
- Don Messick - Boo Boo, Narrador
- Pat Fraley - Finky Dalton
- Michael Bell - Alguacil, Burro, Anunciador de la estación, Stinky Dalton
- B.J.Ward - Flor del Desierto
- Frank Welker - Gran Jefe de los Amarillos

## Doblaje latinoamericano
- Salvador Nájar - Huckleberry Hound, Melquiades
- Carlos Segundo Bravo - Lobo Hokey
- Gabriel Cobayassi - Oso Yogui, Tiro Loco McGraw
- Alma Nuri - Boo Boo
- Luis Alfonso Mendoza - Pepe Trueno, Finky Dalton
- Jorge Roig - Stinky Dalton
- Ricardo Hill - Dinky Dalton
- Humberto Solórzano - Pinky Dalton
- Eduardo Borja - Maguila Gorila
- María Fernanda Morales - Flor del Desierto
- Maynardo Zavala - Gran Jefe de los Amarillos

## Apariciones de Otros Personajes
Además de los personajes antes mencionados, otros personajes de la Hanna-Barbera en la película:
- Pepe Potamo el capitán del barco que lleva a los residentes a Tahití.
- Super Fisgón, Patán y Canuto, están en la audiencia, cuando Huckleberry Hound está tratando de decidir qué premio aceptar.
- Maguila Gorila y el Sr. Peebles, aparecen como un reportero en el lugar de fuga de los Hermanos Dalton.

## VHS
El 1 de agosto de 1991 (01/08/1991), "El Bueno, El Malo, y Huckleberry Hound" fue lanzado en VHS en los EE. UU.